# Mount Iphigene
Mount Iphigene ist ein 1088 m hoher Berg im westantarktischen Marie-Byrd-Land. In den Ford Ranges ragt er westlich des Ochs-Gletschers zwischen dem Marujupu Peak und den Birchall Peaks im westlichen Abschnitt der Fosdick Mountains auf. 
Wissenschaftler der ersten Antarktisexpedition (1928–1930) unter der Leitung des US-amerikanischen Polarforschers Richard Evelyn Byrd entdeckten ihn. Byrd benannte ihn nach Iphigene Ochs Sulzberger (1892–1990), Tochter von Adolph Ochs und Ehefrau von Arthur Hays Sulzberger, die beide zu den Sponsoren der Expedition gehörten. 